# Vinduque

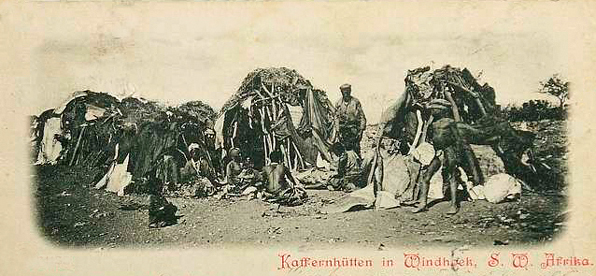
Vinduque no final do século XIX

Vinduque ou Windhoek (em inglês: Windhoek, pronunciada[ˈvɪnt.hʊk] clique para ouvirⓘ) é a capital da Namíbia e da região de Khomas. Está localizada ao centro do Planalto das Terras Altas de Khomas, a cerca de 1 700 metros acima do nível do mar, quase exatamente no centro geográfico namibiano.
É o centro social, econômico, político e cultural da Namíbia. Quase todos os órgãos governamentais, instituições educacionais e culturais, além de empresas nacionais, estão sediadas ali. A população da cidade, em 2020, era de 431 000, e segue em crescimento contínuo devido a um influxo de todo o país.
A cidade se desenvolveu no local de uma fonte termal permanente conhecida pelas comunidades pastoris indígenas. Desenvolveu-se rapidamente depois que Jonker Afrikaner, chefe tribal do povo oorlan, se estabeleceu ali em 1840 e construiu uma igreja de pedra para sua comunidade. Nas décadas seguintes, várias guerras e hostilidades armadas resultaram na negligência e destruição do novo assentamento. Vinduque foi fundada pela segunda vez em 1890 quando o território estava sendo colonizado pelo Império Alemão.
A cidade é um importante centro do comércio de peles de ovelha.

## História
Localmente, o nome "Windhoek" [ˈvɪnt.hʊk] (clique para ouvirⓘ), razão pela qual a cidade é também conhecida em português pelo aportuguesamento da pronúncia aproximativa, "Vinduque".
Tradicionalmente, foi conhecida por dois nomes: Aigans, nome dado pelos namas, e Otjomuise, nome dado pelos hererós. Ambos os nomes se referem às nascentes de água quente que existiam no local, e que estiveram na origem do povoamento. Em meados do século XIX, o Capitão Jan Jonker Afrikaner estabeleceu-se perto de uma das maiores nascentes, no local do actual subúrbio de Klein-Vinduque. O local era o ponto de contacto entre os namas e os hererós.
O nome Windhoek é derivado da palavra afrikaans Wind-Hoek, que significa "canto do vento".
A cidade prosperou durante algum tempo, com o afluxo de colonos africânderes, mas as guerras entre Nama e Herero acabaram por destruí-la.
Em 1878, o Reino Unido anexou Baía de Walvis e incorporou-a na Colónia do Cabo (em Inglês: Cape Colony). No entanto, o Reino Unido não estava interessado em estender a sua influência para o interior. Um pedido por parte de comerciantes de Lüderitzbucht resultou na declaração do protectorado alemão do Sudoeste Africano em 1884. Em 1890, a Alemanha enviou uma força militar de protecção (Schutztruppe) sob o comando do Major Curt von François, para manter a ordem. Esta força estabeleceu-se em Vinduque, interpondo-se entre os Nama e os Herero.
Vinduque foi fundada em 18 de Outubro de 1890, quando Von François iniciou a construção de um forte, hoje conhecido como Velha Fortaleza (Alte Feste). A cidade desenvolveu-se lentamente, com apenas os edifícios essenciais e pequenas explorações agrícolas de frutas, tabaco, e gado. O desenvolvimento acelerou a partir de 1907, com a imigração de colonos vindos de outras partes da Namíbia, da Alemanha, e da África do Sul.
Durante a Primeira Guerra Mundial, tropas sul-africanas ocuparam Vinduque em Maio de 1915. Durante os próximos cinco anos, a Namíbia foi administrada por um governo militar, provocando a estagnação da cidade e do país. Após a Segunda Guerra Mundial, o desenvolvimento recuperou gradualmente. A partir de 1955, foram iniciados grandes projectos de obras públicas, incluindo a construção de escolas e hospitais, o alcatroamento de estradas, e a construção de barragens e aquedutos, que finalmente estabilizaram o abastecimento de água potável. O desenvolvimento da cidade acelerou-se com a independência da Namíbia em 1990.
Vinduque encontra-se geminada com diversas cidades na sua maioria capitais africanas, mas destaca-se as cidades de Trossingen na Alemanha e Richmond nos Estados Unidos.

## Economia
Vinduque é centro administrativo, econômico e cultural de Namíbia. Um estudo feito no inicio da década de 90 estimou que a cidade responde por metade dos empregos não relacionados com a agricultura no país. A cidade possui uma universidade pública, uma companhia aérea e algumas redes de bancos e serviços privados. O governo de Vinduque possui um orçamento maior que varias cidades próximas somadas.

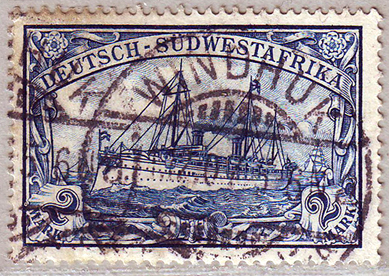
Selos para German South West Africa carimbo Windhuk

## Transportes
O alcatroamento das ruas de Vinduque começou em 1928, estando hoje praticamente completo. A cidade possui dois aeroportos: o Aeroporto de Eros (para pequenas aeronaves) nos arredores da cidade, e o Aeroporto Internacional Hosea Kutako, 42 km a leste da cidade.

## Clima
Vinduque está situada numa região semi-desértica, com dias geralmente quentes (muito quentes no Verão) e noites frias, sendo raras as temperaturas negativas. As temperaturas mínimas situam-se entre 5 °C e 18 °C.
A maior parte da chuva cai nos meses de verão. A seca ocorre normalmente uma vez em cada década.

## Galeria

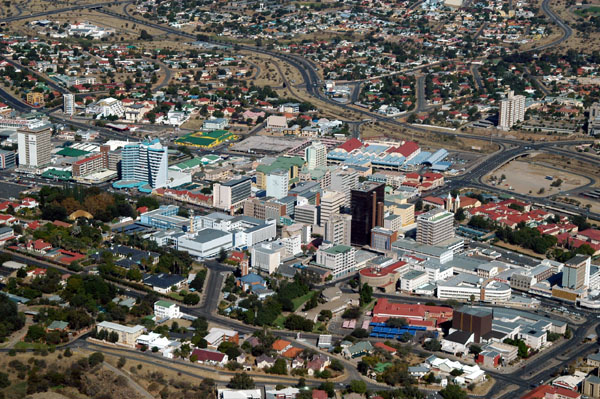
Vista aérea do Centro da cidade
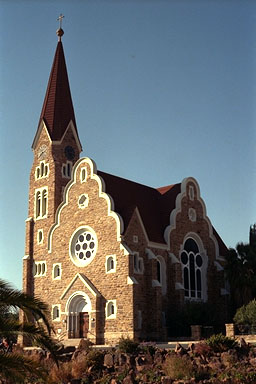
Igreja de Cristo em Vinduque
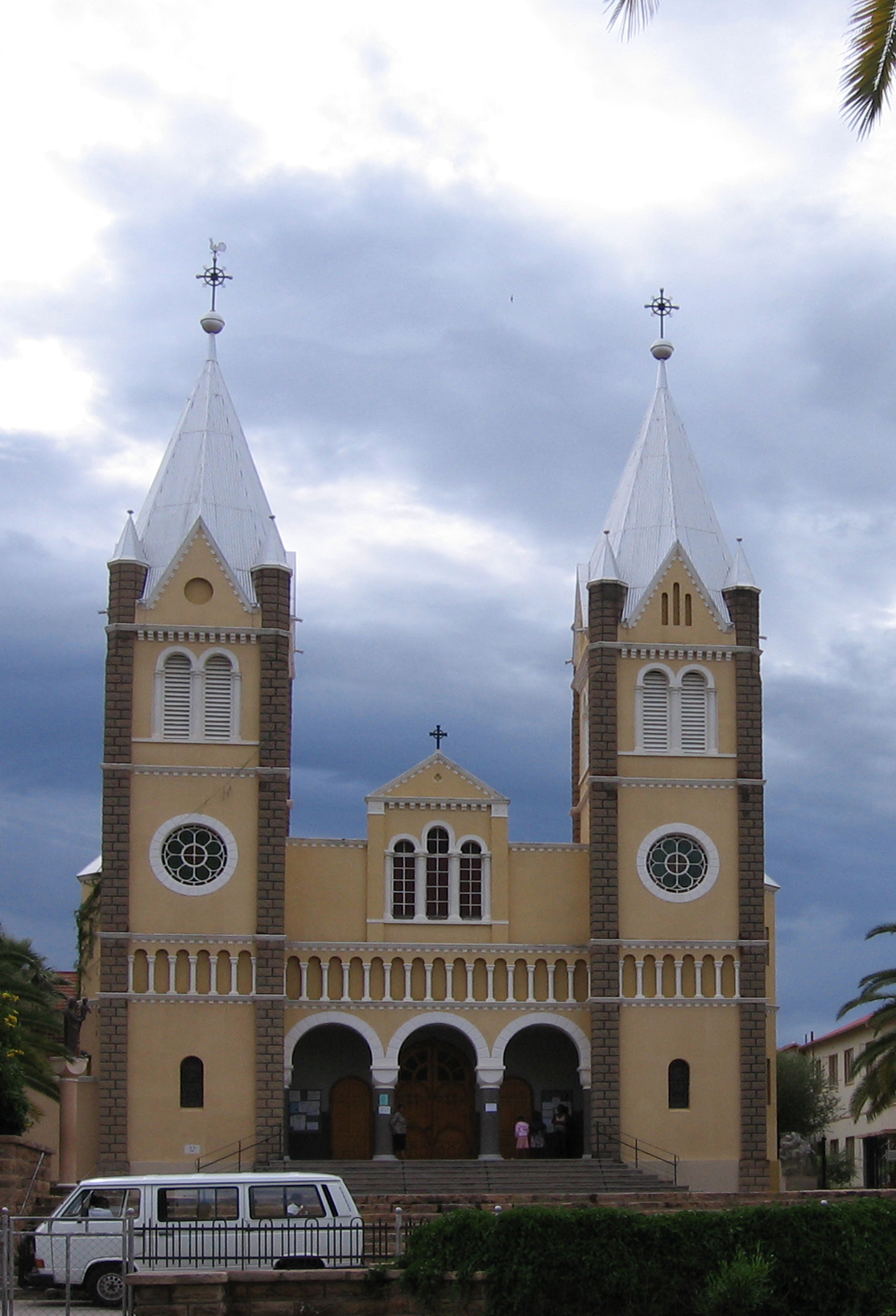
Vinduque Católica Igreja de Santa Maria
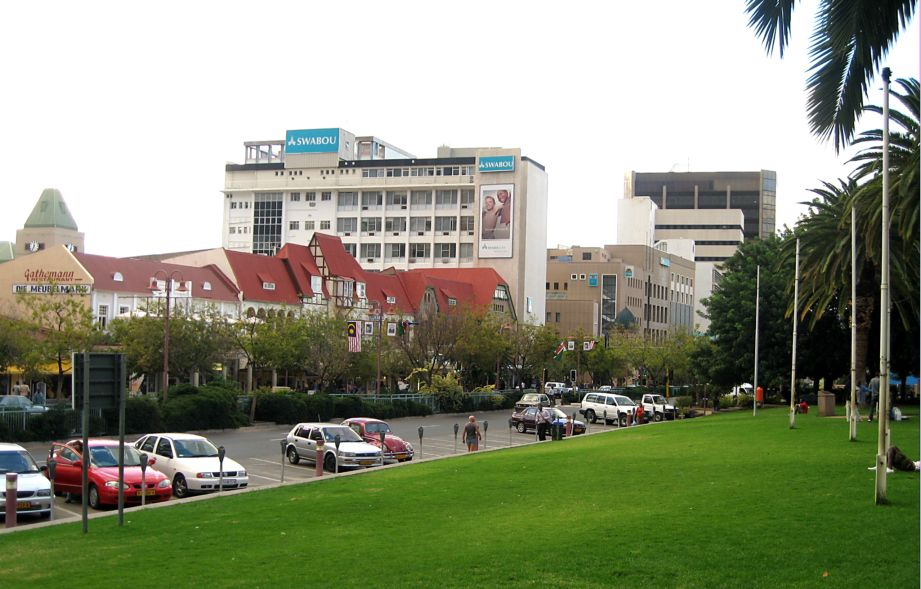
O Zoo Park
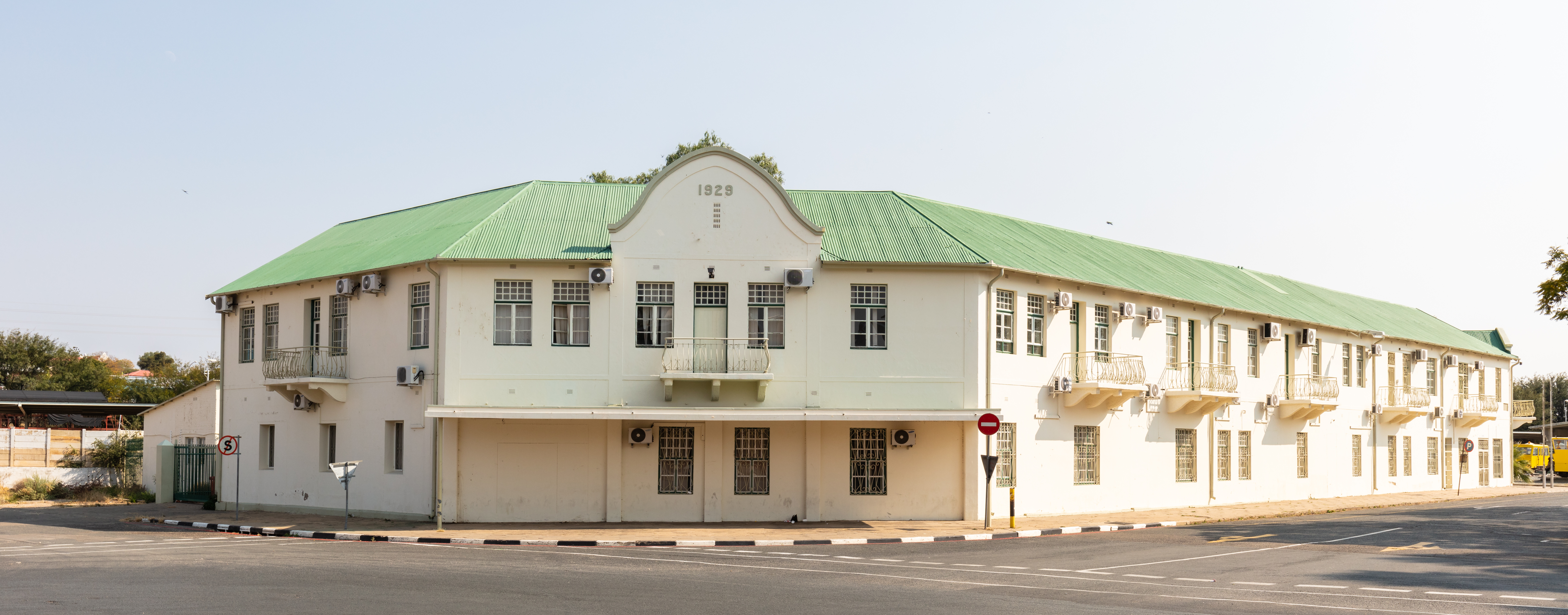
Estação Ferroviária